# Ponte Duca d’Aosta
Ponte Duca d’Aosta ist eine Straßenbrücke, die in Rom über die Tiber zum Foro Italico (früher Foro Mussolini) führt.
Die steinerne Bogenbrücke hat eine Länge von 220 Metern und eine Breite von 30 Metern und ist mit drei Bögen ausgeführt. Der mittlere Bogen überwindet den schiffbaren Tiber bei normalem Wasserstand. Links und rechts befinden sich die Bögen, die den Wasserdurchfluss bei Hochwasser gewährleisten sollen.
Sie besteht in Gänze aus Naturstein, überwiegend Carrara-Marmor; lediglich einzelne Teile, wie die Abdeckung des Brückengeländers und die Treppen, die zum Tiber hinabführen, sind aus Römischem Travertin des nahegelegenen Tivoli gefertigt. Auf den Brückenköpfen befinden sich Pylone mit halbplastischen Reliefs. 
Die Brücke gilt als eine der elegantesten Brücken Roms. Sie ist ein integraler Bestandteil des Foro Italico und liegt auf einer Achse mit dem Mussolini-Obelisken und dem Kugelbrunnen vor dem Olympiastadion Rom. Die Ponte Duca d’Aosta ist auch ein Beispiel des Bauens im italienischen Faschismus durch Benito Mussolini, der durch Großaufträge die schlechte wirtschaftliche Lage Italiens kaschieren wollte und mit dem Foro Italico an antike Traditionen Roms anknüpfen wollte. 
Erbaut wurde sie von dem Architekten Vincenzo Fasolo von 1939 bis 1942.
Der Name der Brücke geht auf Emanuele Filiberto Duca d’Aosta zurück, einen italienischen General des Ersten Weltkriegs, der trotz der Niederlage in der Schlacht von Karfreit die italienische Front am Fluss Piave aufrechterhielt und später Teile Friauls besetzte.